# 短胸长逍遥蛛
短胸长逍遥蛛（学名：Tibellus oblongus），又名短胸長蟹蛛，为逍遥蛛科长逍遥蛛属的动物。分布于朝鲜、日本、欧洲以及中国大陆的黑龙江、吉林、内蒙古、北京、河北、山西、陕西、甘肃、山东、河南、新疆、湖北、广东、四川等地，主要栖息于草原、草丛以及农田。该物种的模式产地在欧洲。